# Neuroctena anilis
Neuroctena anilis är en tvåvingeart som beskrevs av Carl Fredrik Fallén 1820. Neuroctena anilis ingår i släktet Neuroctena, och familjen buskflugor. Arten är reproducerande i Sverige.